# Башня смерти (фильм, 1975)
«Башня смерти» (англ. The Deadly Tower) — американский телефильм 1975 года режиссёра Джерри Джеймсона. Главную роль в картине исполнил Курт Расселл. Фильм основан на реальных событиях: Чарльз Джозеф Уитмен 1 августа 1966 года убил 16 и ранил 32 человек, прежде чем полицейские смогли его застрелить.

## Сюжет
Чарльз Уитмен учится в Техасском университете в Остине. Часто страдая от невыносимых головных болей, студент не может во время них контролировать себя и свою тягу к причинению насилия. Однажды не выдержав, Чарльз убивает своих жену и мать, набирает оружия и боеприпасов и поднимается на башню университета. Забаррикадировавшись там, он начинает стрелять по всему, что движется, раня и убивая людей.

## В ролях
- Нед Битти — Аллан Крам
- Курт Расселл — Чарльз Уитмен
- Ричард Юнигез — офицер Рамиро Мартинес
- Джон Форсайт — лейтенант Элвуд Форбс
- Пернелл Робертс — лейтенант Ли